# Sgoedenmühle
Die Sgoedenmühle in der Stadt Viersen war eine Wassermühle mit einem unterschlächtigen Wasserrad.

## Mühlen in Viersen
In der Gemeinde Viersen gab es in den früheren Jahrhunderten insgesamt 18 Mühlen. Davon waren vier Rossölmühlen als Hammermühle. Diese wurden durch Pferdekraft betrieben. Weiter gab es zwei Windmühlen, die Hoser- und die Hüsterfeldwindmühle, die beide in Privatbesitz waren.
Anders dagegen war es mit den Wassermühlen. Das Stift St. Gereon in Köln besaß die Grundherrschaft von Viersen und damit das Wasserrecht über die Bäche in Viersen. Die Errichtung von Wassermühlen bedurfte seiner Zustimmung. Das Stift vergab Mühlenrechte als erbliches Lehen und bezog davon eine jährliche Lehnsrente. Diese musste an die Pfarrstelle St. Remigius geliefert werden. Aus diesen Unterlagen geht hervor, dass es schon 1246 in Viersen zwölf Wassermühlen gegeben hat. Alle Mühlen, mit Ausnahme der Klostermühle, zahlten jährlich einen Sümmer (etwa ein Zentner) Malz als Lehnszins. Es gab in der Herrlichkeit Viersen keinen Mühlenzwang. Alle Bauern konnten mahlen lassen, wo sie wollten.
Diese zwölf Mühlen lagen am:
- „Dorfer Bach“: Kaisermühle, Kimmelmühle, Goetersmühle, Biestenmühle und Schricksmühle
- „Hammer Bach“: Plinzenmühle, Schnockesmühle, Sgoedenmühle, Bongartzmühle, Hüstermühle und Hammer Mühle
- „Rintger Bach“: Klostermühle

## Geographie
Die Sgoedenmühle hatte ihren Standort an der Brasselstraße im Ortsteil Unterbeberich in der Stadt Viersen, im Kreis Viersen. Der Mühle vorgelagert war ein Weiher. Der Wasserspiegel vom Hammer Bach lag in diesem Bereich bei 44 m über NN. Unterhalb der Sgoedenmühle lag die Bongartzmühle, oberhalb lag die Schnockesmühle.
Der Hammer Bach versorgte über Jahrhunderte sechs Mühlen mit Wasser. Die Pflege und Unterhaltung des Gewässers obliegt dem Wasser- und Bodenverband der Mittleren Niers, der in Grefrath seinen Sitz hat.

## Geschichte
Die älteste Namensform der Mühle war „gaetmoelen“ im Jahre 1387. Es wird damit erklärt, dass die Mühle an einem Gatt (Tor) lag. Die Sgoedenmühle führte in jüngerer Zeit auch die Bezeichnung „Schommelenmühle“, nach einer Müllerfamilie. Sie war eine Getreidemühle mit einem Mahlwerk und einem unterschlächtigen Wasserrad. Im Jahre 1809 betrug die tägliche Mahlfähigkeit der Mühle drei Malter Getreide (Ein Malter = drei Zentner). Die Mühle wurde 1876 bei der Erbauung der Viersener Aktienspinnerei (heute Feldmühle) niedergelegt. Der bestehende Mühlenteich blieb in seiner Größe erhalten.

## Galerie

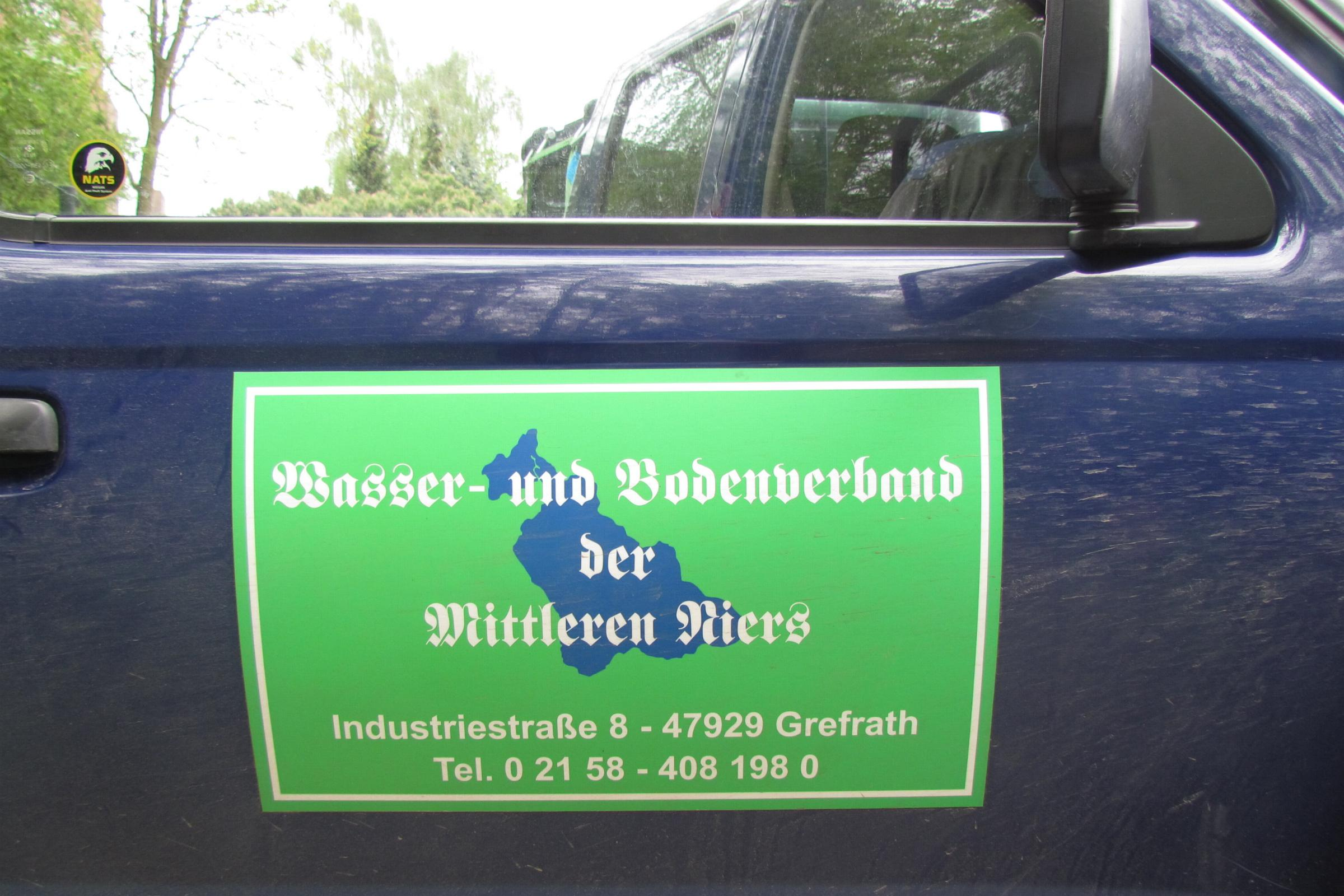
Sie kümmern sich um Bäche und Teiche
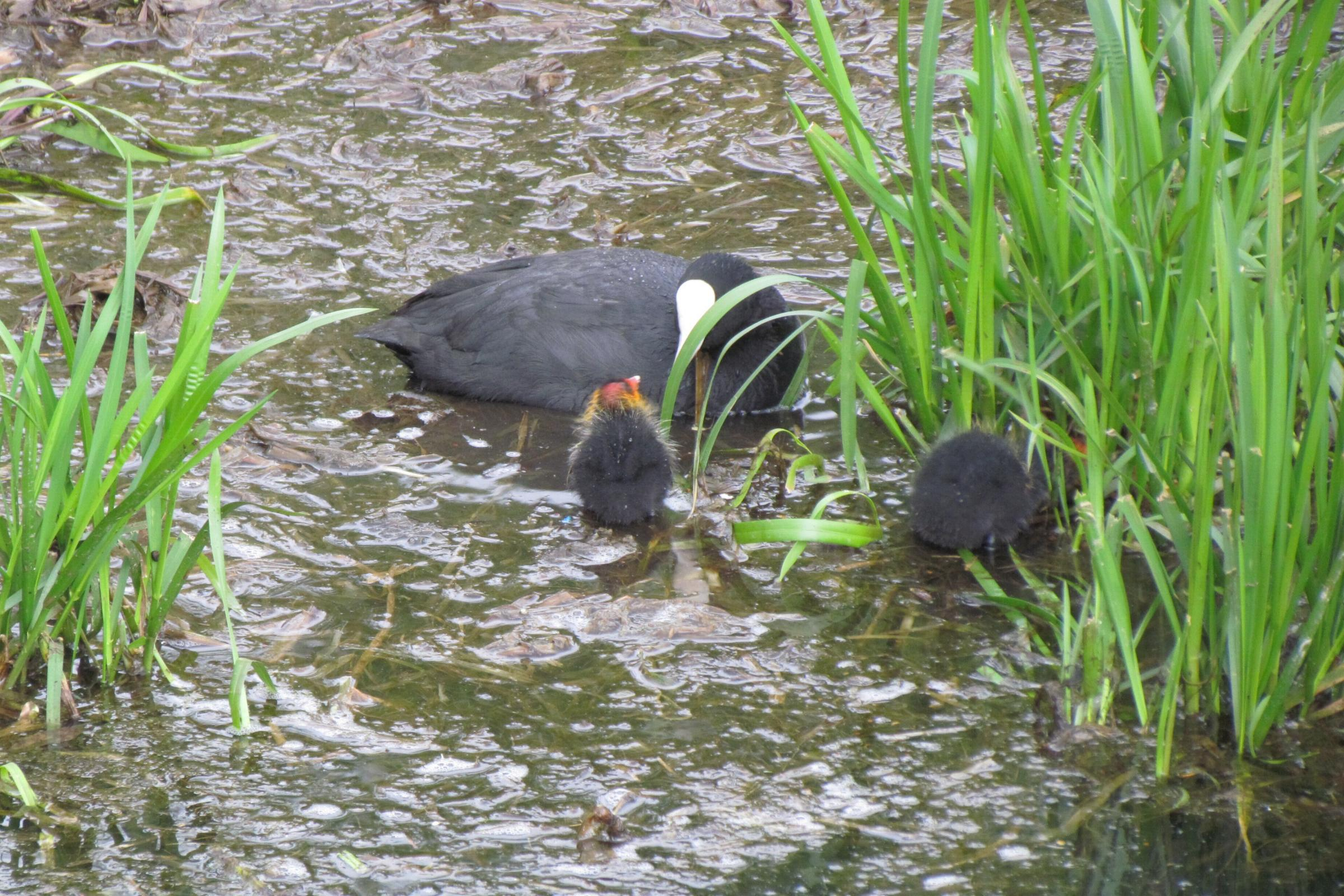
Blässhuhn mit Nachwuchs, ein gutes Zeichen
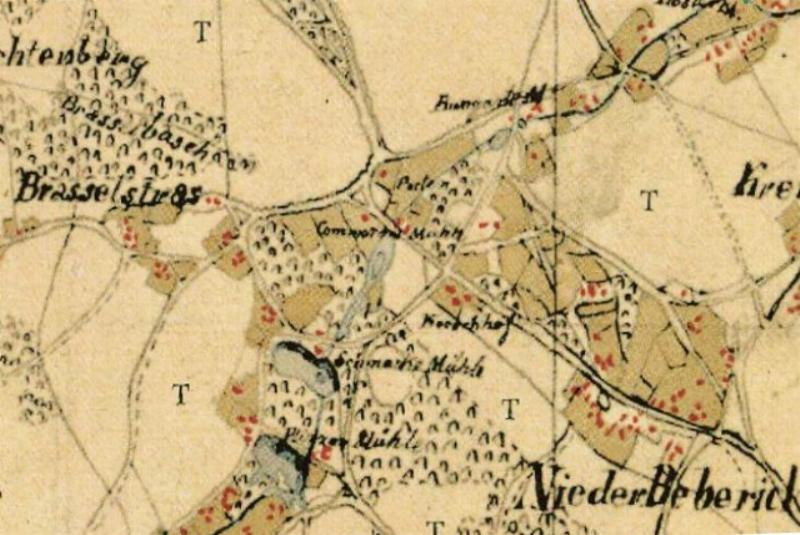
Tranchotkarte von 1806